# Аламогордо
Аламогордо е град в окръг Отеро, Ню Мексико, САЩ. Населението му е 35 582 души. Името му се свързва с Тринити, първият в света ядрен опит. Макар че се намира в пустинята, хора са населявали този район поне от 11 000 години. Със създаването през 1934 година на Националния монумент „Бели пясъци“ той става и важен туристически обект. В града живее половината от населението на окръга, което го прави и важен административен и икономически център.